# Godé Mpoyi Kadima
Pour les articles homonymes, voir Kadima (homonymie).
Godé Mpoy Kadima, né le 29 novembre 1966 à Bimanga, est un homme politique de la république démocratique du Congo, député provincial de la ville province de Kinshasa et président de l'Assemblée provinciale de Kinshasa. Il est aussi député national depuis 2024.

## Biographie
Godé Mpoy Kadima est né le 29 novembre 1966 à Bimanga.
Il obtient un diplôme d'études approfondies (DEA) de l'université de Kinshasa puis un doctorat en économie du développement à l'université catholique du Congo.
Godé Mpoy Kadima est pasteur dans une église évangélique (Image de l'Éternel) et professeur d'économie à l'université de Kinshasa.
Il travaille pendant 25 ans à la direction générale des Douanes et Accises (anciennement OFIDA).

### Carrière politique
Godé Mpoyi Kadima est élu député provincial de Kinshasa lors des élections de décembre 2018. Il dirige l'assemblée provinciale depuis 2019,.
Il est coauteur de l'initiative kin-bopeto, visionnaire de la fondation Godé Mpoy qui se charge au balayage des grandes artères de la commune de Bandalungwa depuis 2020.
Godé Mpoyi Kadima est élu député national dans la circonscription de Funa lors des élections législatives de 2023,.

### Vie privée
Il est marié à Betty Mpoyi, ils ont six enfants : quatre garçons et deux filles.